# Етал (Њемачка)
Етал (њем. Ettal) град је у њемачкој савезној држави Баварска. Једно је од 22 општинска средишта округа Гармиш-Партенкирхен. Према процјени из 2010. у граду је живјело 801 становника. Посједује регионалну шифру (AGS) 9180115.

## Географски и демографски подаци
Етал се налази у савезној држави Баварска у округу Гармиш-Партенкирхен. Град се налази на надморској висини од 877 метара. Површина општине износи 14,8 km². У самом граду је, према процјени из 2010. године, живјело 801 становника. Просјечна густина становништва износи 54 становника/km².